# Zemeș, Bacău
Zemeș (în maghiară Zémes sau Sóstázló) este satul de reședință al comunei cu același nume din județul Bacău, Moldova, România.